# C/2018 Y1 (Iwamoto)
C/2018 Y1 (Iwamoto) est une comète quasi parabolique, découverte par Masayuki Iwamoto le 18 décembre 2018. Elle passe au périhélie le 7 février 2019, et au périgée le 12 février 2019. Sa période orbitale est de 1 371 années.

## Trajectoires
- Animation orbitale de C/2018 Y1.  - Mercure
  - Vénus
  - Terre
  - Mars
  - C/2018 Y1

Animation orbitale de C/2018 Y1 entre 1600 et 2500.  - Soleil
Animation orbitale de C/2018 Y1 entre 1600 et 2500. Soleil Uranus C/2018 Y1
  - Uranus
  - C/2018 Y1